# 海幢寺

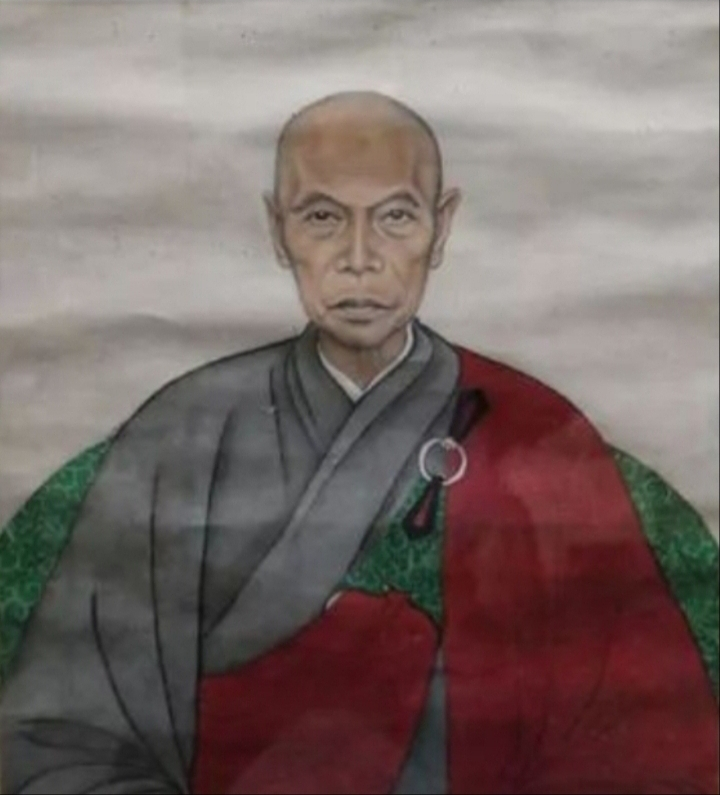
澹歸和尚像

海幢寺（幢，粵音：tong4，拼音：chuáng），位于广州市海珠区同福中路和南华中路之间，占地面积1.97万平方米。是廣州五大叢林（另幾個為光孝寺、华林寺、六榕寺和不存的長壽寺）之一。
海幢寺原址在南漢時，曾是皇家園林並建有千秋寺，後荒蕪變成民居。到明代末年，有商人購入建為私家花園，後又轉贈予光牟、池月兩位法師，遂改建為海幢寺。
该寺以保存有大量珍贵历史文物而闻名于世。寺里保存有澹歸和尚的墨迹与诗稿。澹歸俗名金堡，字道隱，號衛公，為崇禎十三年（1640年）庚辰科進士，后削髮为僧，在该寺长住。他的诗稿有反清情绪，当时无法刊刻，原稿完整无缺，至今仍成为该寺的法宝之一。

## 历史

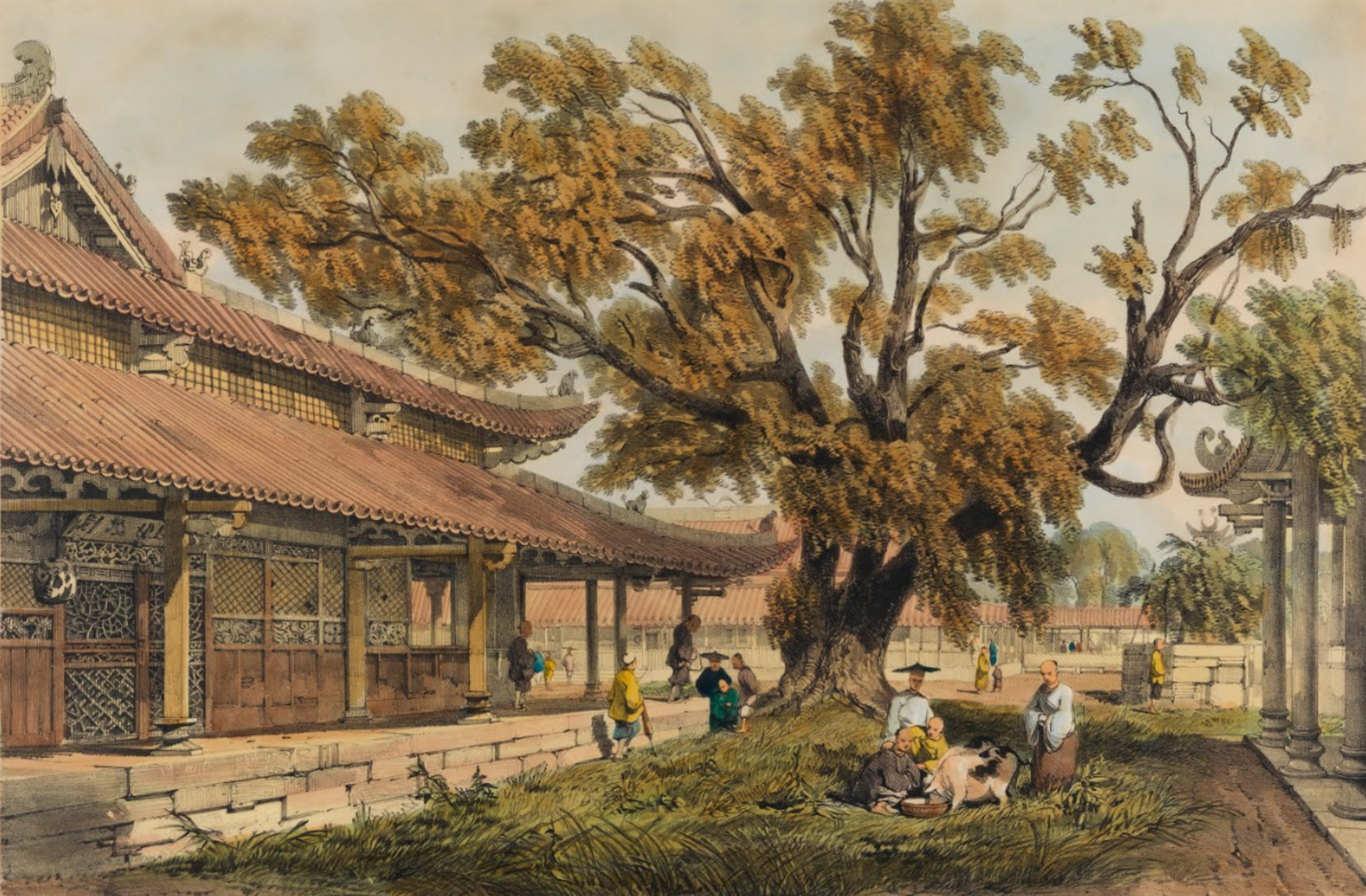
海幢寺（1838年）

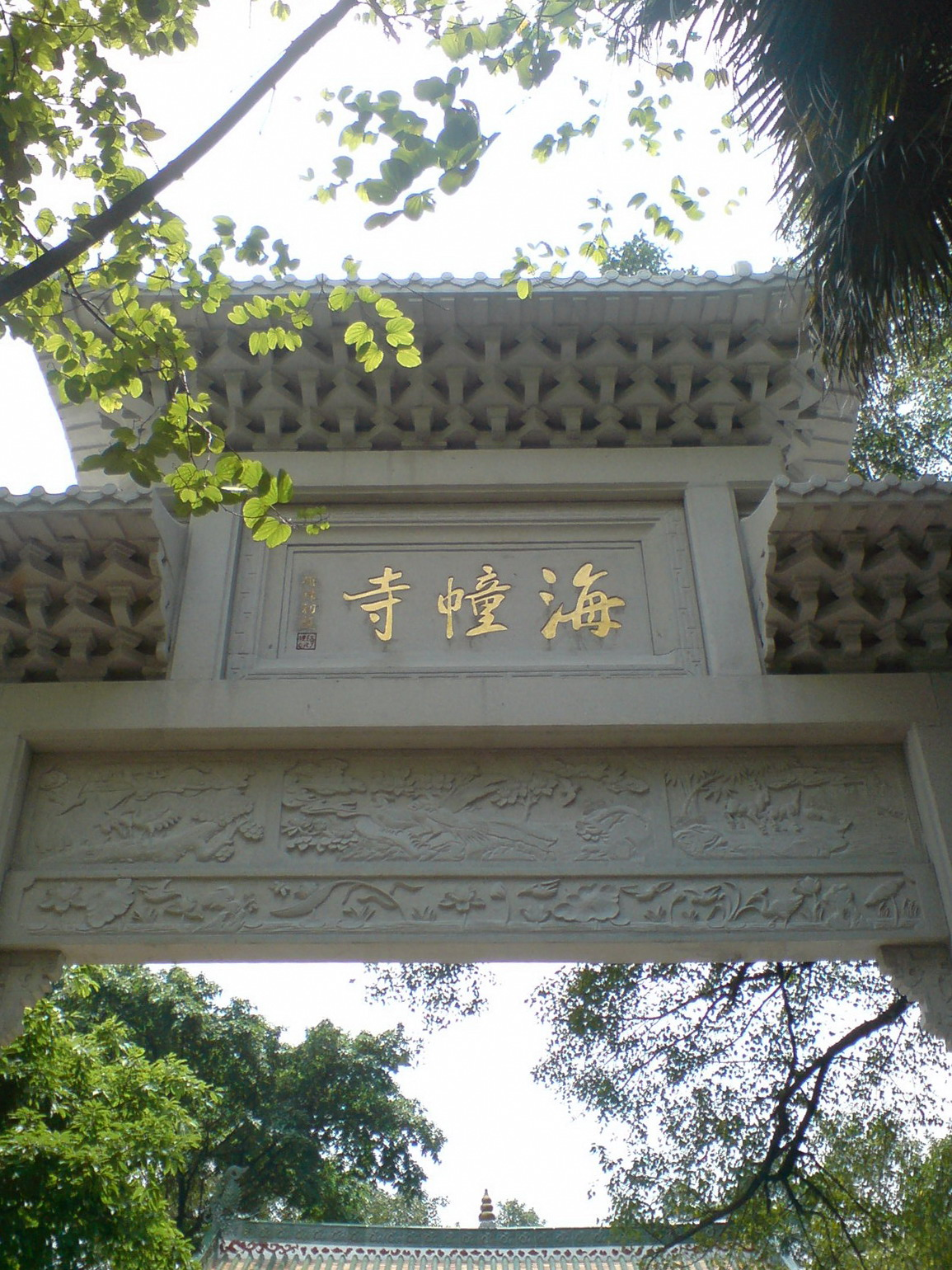
重建中的寺院牌坊

海幢寺地处万松岭，该岭在历史上也建造过不少名寺，但已先后颓毁，其原址南汉时称为“千秋寺”，後廢為民居。（有說是廢為墓葬區）明代後期富商郭龍岳購入地皮，在此興建了自己的私家花園「蘭園」。至明末，光牟、池月兩位僧人向郭氏募緣得地建佛堂，依佛經「海幢比丘（梵語：Sa^gara-dhvaja）潛心修習《摩訶般若波羅蜜多心經》成佛」之意，將佛堂取名為海幢寺。

### 平南王屠廣州城後
清順治十二年（1655年），曹洞宗第三十三世空隱和尚在寺住持。此後，天然和尚、阿字和尚、古云和尚等名僧先後在此住持傳法。在清軍屠城佔據廣州後，平南王尚可喜聽從了天然和尚勸導，牽頭擴建海幢寺，以超度在十日屠城中屈死的亡魂。在尚可喜的支持下，新建立官府內外人等均紛紛捐資該寺院，陸續購置寺旁田地進行擴建。由康熙五年（1666年）至康熙十八年的10多年間，整體的院閣就增加到23座。其中平南王的妻子、王妃舒氏就捐建了大雄寶殿，平南王本人就捐資建天王殿，總兵許爾顯捐資建韋馱殿、伽藍殿，廣東巡撫劉秉權捐資建山門（今南華中路處，該處原屬「海皮」江邊）……隨著寺院建築以驚人速度擴張，最開始的佛堂、准提堂也被改為客堂，環以回廊，以增壯觀。本來樸素之極的海幢寺，開始盡用綠色琉璃磚瓦蓋頂，在當時這是最為華麗名貴的建材，連顯赫的王府也不見得使用。
乾隆三十一年（1766年），增建毘盧閣。道光年間，南海人伍右肅施銀修建韋馱、伽藍兩殿。光緒年間，寺內有僧人300多，一時高僧云集，盛極一方。寺內的四大天王、十六尊者和慈航普渡，與眾不同的男身觀音極具特色。海幢寺既成為弘揚佛法之所，又是廣州人旅遊勝地之一，寺內曾有「古寺參雲、珠江夜月、飛泉卓石、海日吹霞、江城夜雨、石磴叢蘭、竹韻幽鐘、花田春曉」八大景點。

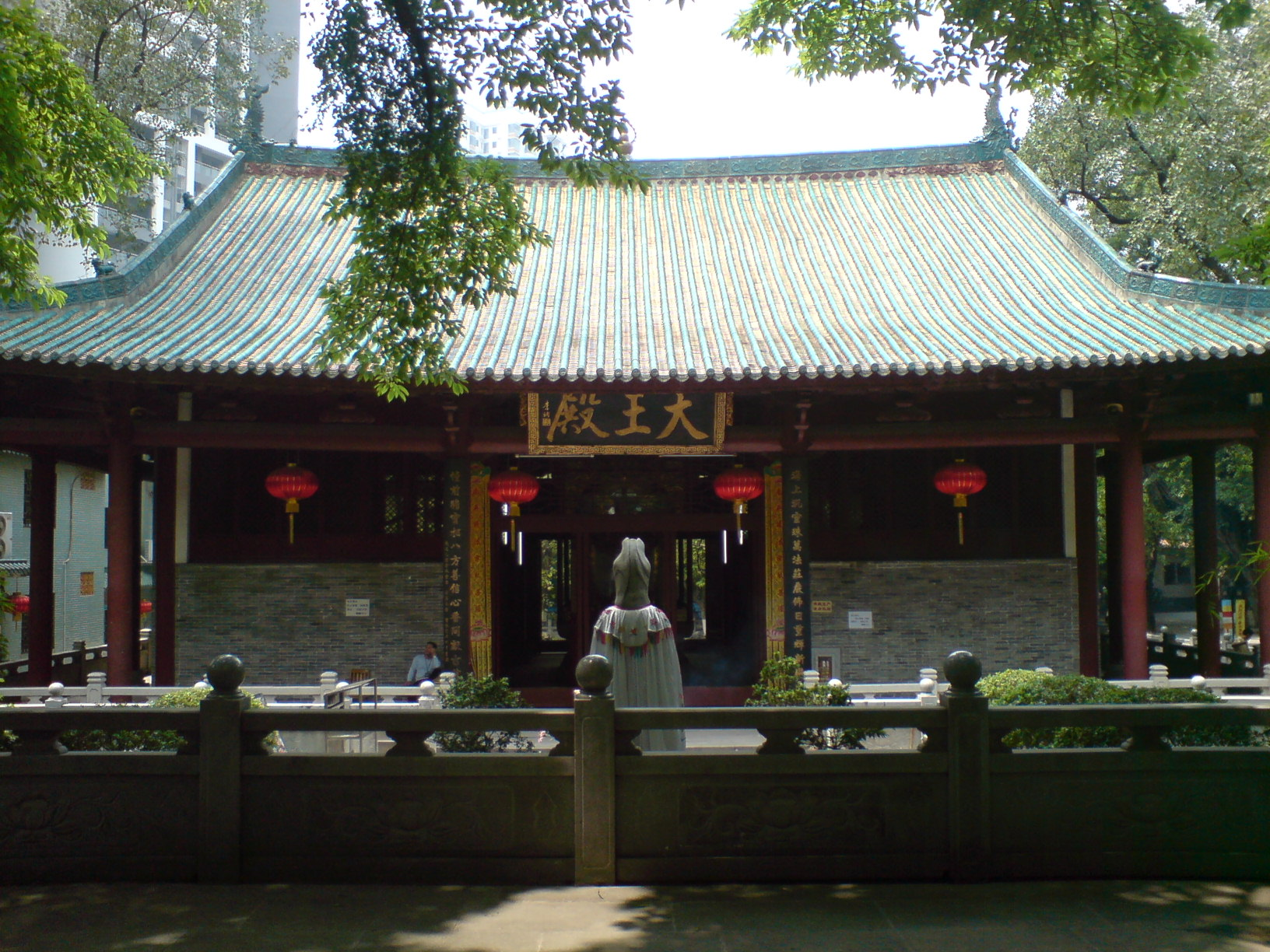
天王殿

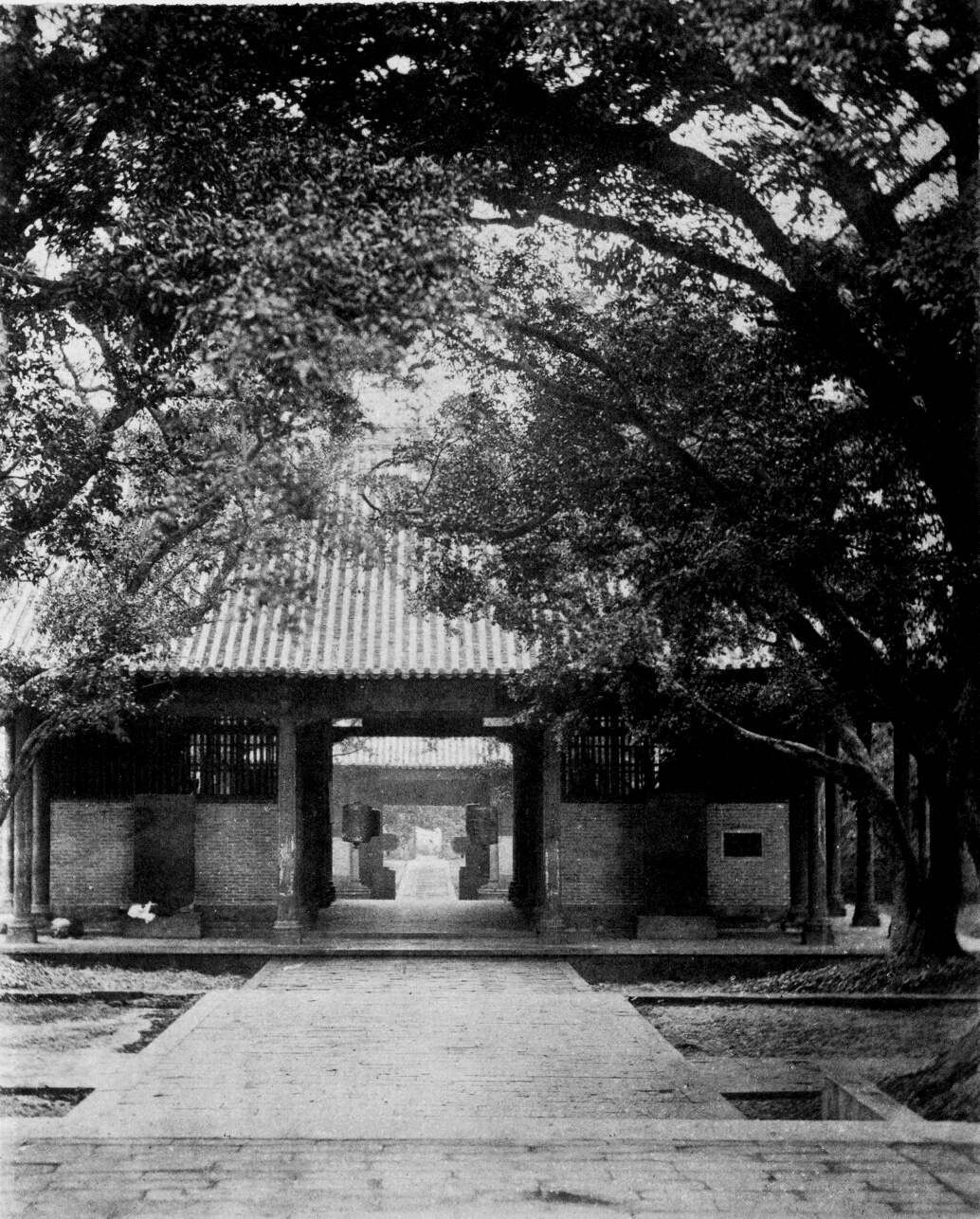
海幢寺（1874年）

18世紀是海幢寺的鼎盛時期，寺院規模超過現址的三倍。前臨珠江，後倚萬松嶺（今金粟園至龍福西二巷），寺院後東界到達現今的同福上街。最初落成的大雄寶毆闊七楹（約35米），高三尋（合丈四尺多，約7、5米）。後來又建成規模更加宏偉的藏經閣以及天王毆、韋馱殿、伽藍毆等一系列殿堂及配套設施。清《康熙鼎建碑》稱此閣「碧瓦朱甍，侵霄爍漢」。此後還相繼建成叢觀、西彈、鏡空、松雪、悟閒，畫禪等堂宇，地藏、諸天、聞清鐘等樓閣，惜陰、就樹等廊軒，幢隱盧、空緣彈等館舍，還有普同塔、瘞鹿塚等僧侶墓園，寺後有鬆園、寧福莊、瘞鹿亭等。規模之大，為廣州寺廟之冠，也是「五大叢林」之一。

### 中華民國後
中華民國初期，當局將寺南北兩旁土地分割出來，建成南華路、同福路，寺院面積大幅縮減，部分土地轉成私人土地。粵東紅十字會會長陸如磋就曾在民國五年（1916），將一幅其名下原屬海幢寺普同塔的土地捐給紅十字會。開闢同福路把寺園腰斬為南北兩部分。民國十七年（1928年），廣州市政府把海幢寺部分房地劃出建「河南公園」，民國廿二年（1933年）9月改稱「海幢公園」。至中華民國政府遷往台灣前夕，海幢寺的許多殿房因開馬路而被清拆，只保留大雄寶殿、天王殿、舍利塔殿等部分建築。

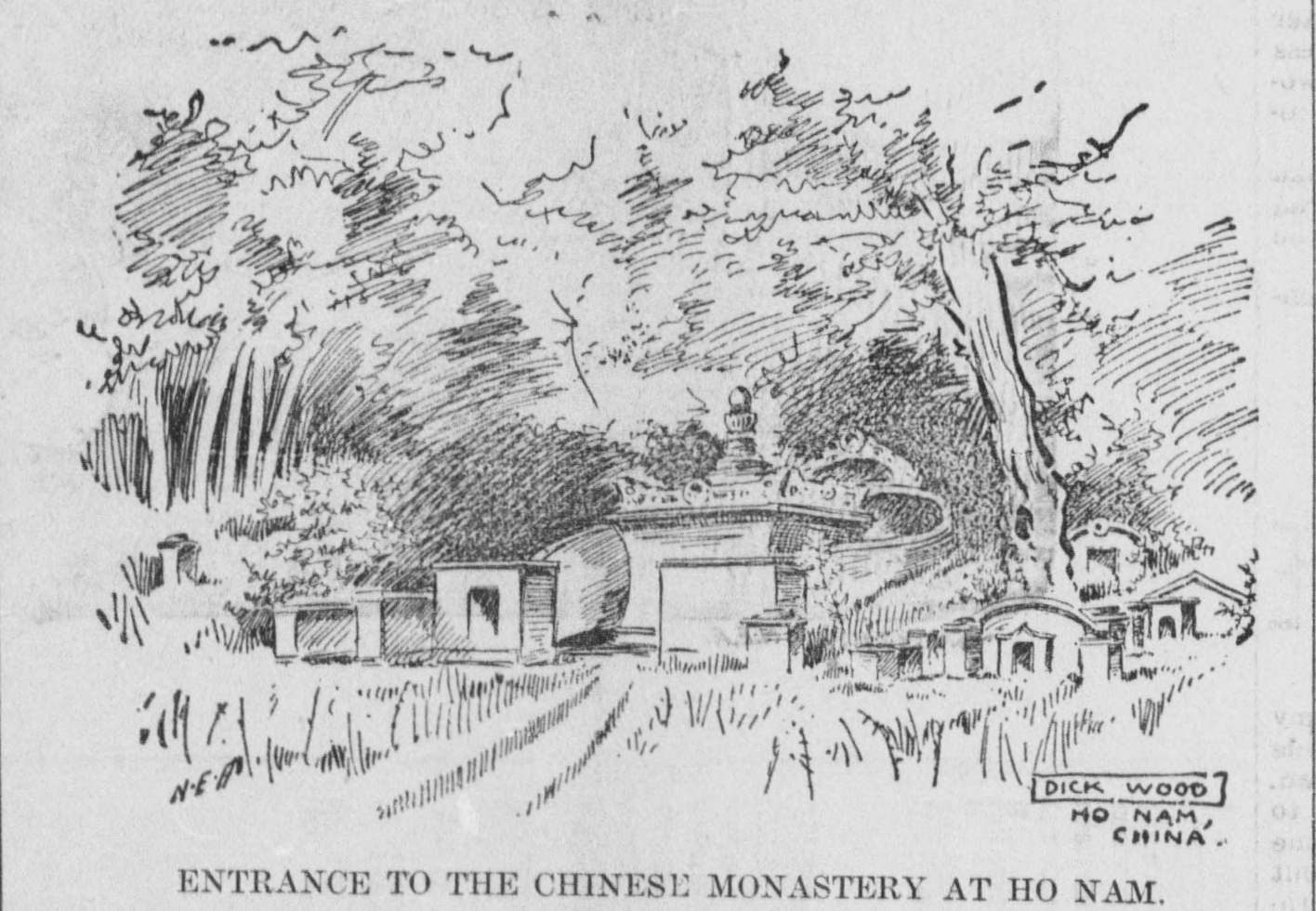
海幢寺普同塔畫像（1903年）

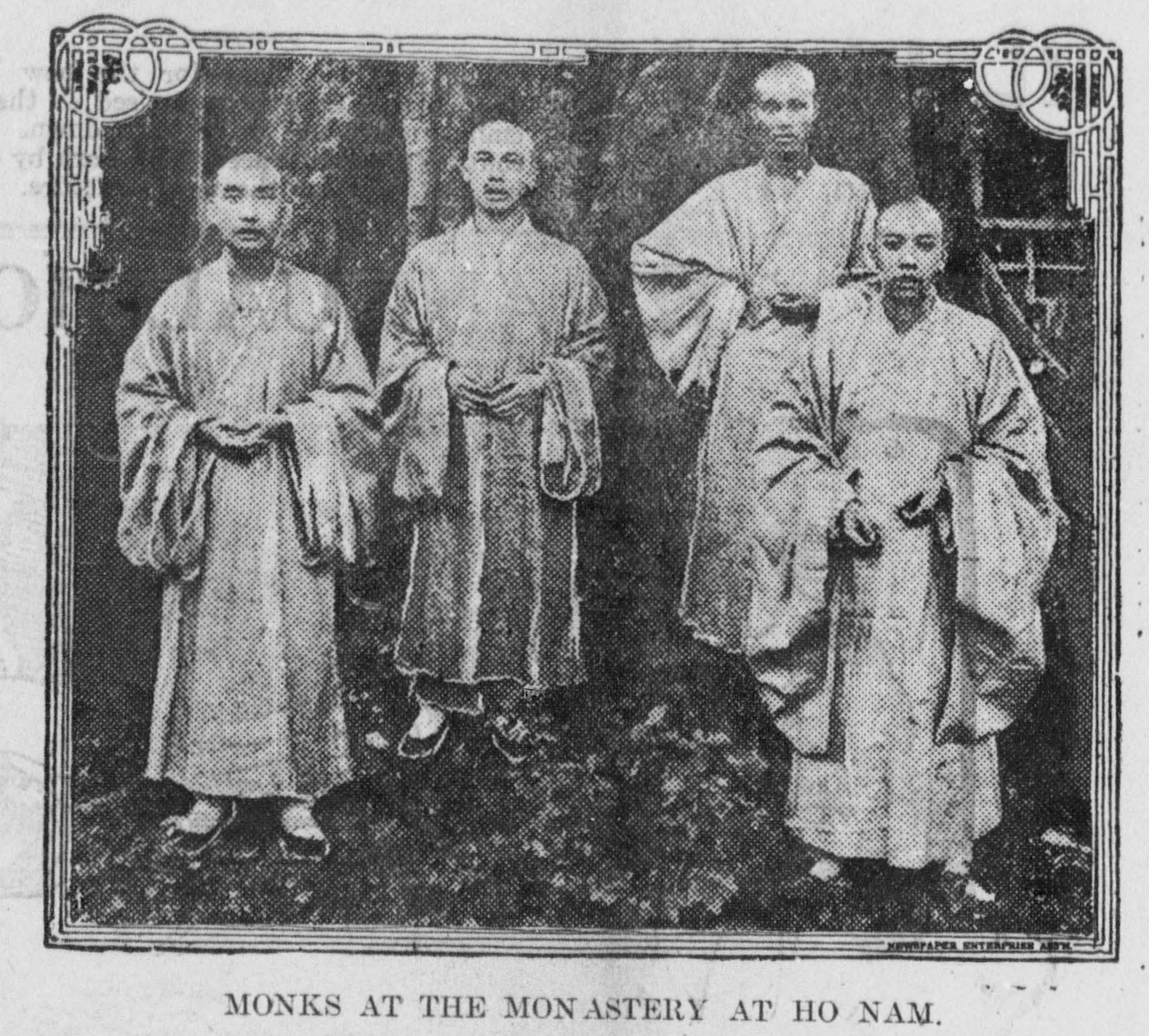
清末時的出家人。

1949年中华人民共和国成立后，对公园进行过多次修葺，寺內仍有乾慧、素仁兩位僧人居住管理。
1966年文化大革命期间，海幢寺惨遭浩劫，四大天王殿被清拆，寺內所有佛像被砸爛，文物也大多流失損毀。1980年代末，大雄寶殿成為音樂茶座和舞廳。
1992年，廣州市佛教協會收回被佔用的殿堂。1993年1月，成立海幢寺重修委員會，同年3月7日，经广州市人民政府批准，海幢寺舉行灑淨儀式，恢復正常的宗教活動，由市佛教協會副會長新成法師任方丈，同時負責海幢寺的重修復建工作。重修項目共投資1000多萬元人民幣，修復了大雄寶殿，重建了天王殿、塔殿、放生池和7层僧舍、藏经阁综台楼等。1997年又在大雄宝殿前空地东侧新建一座名为宝严塔的石塔。

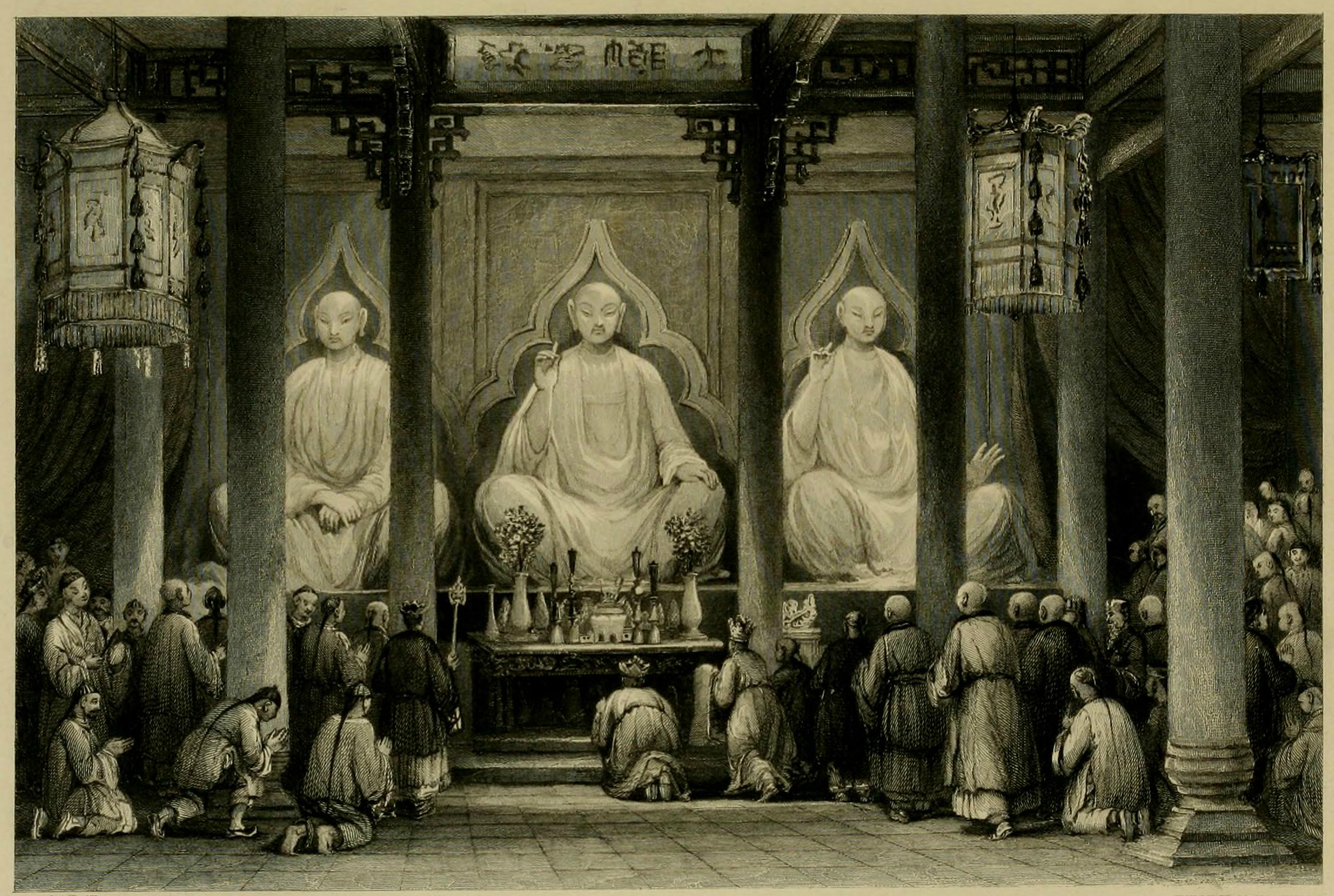
大雄寶殿（1840年代）

現在寺內有30多位僧人，大雄寶殿供奉的3座顺治康熙（1668年前后）年间铸造的銅佛，高10多米，稱三世佛，即過去、現在、未來佛。過去佛為燃燈佛，現在佛為釋迦牟尼，未來佛為彌勒菩薩。重建後的天王殿內四大天王，其高度、體積是廣東省境內寺院之最。 1993年8月，海幢寺被定為廣州市文物保護單位。

## 建筑及特色
该寺的大雄宝殿及塔殿，均坐南朝北，面对珠江。寺内的天王殿，原有四大金刚和三玄佛像等。四大金刚，以高大威猛，元神毕露而闻名，但在文化大革命期間被毁，神像為後來重塑。该寺的石造舍利塔构造别致。寺里有300多年的鹰爪兰一株，据说是明末郭岳龙“兰园”的遗物，年代比海幢寺还要久远，因而有“未有海幢，先有鹰爪”之说，此花现被铁栏杆保护。原寺里还有金鱼池、巨石等陈设。该巨石原为清代富商伍某购赠，石状如“猛虎回头”。抗战期间，日军已准备将其运往日本，已经搬动，但仍未成事時日本就宣布投降。1951年，该石归回海幢寺。

## 现状

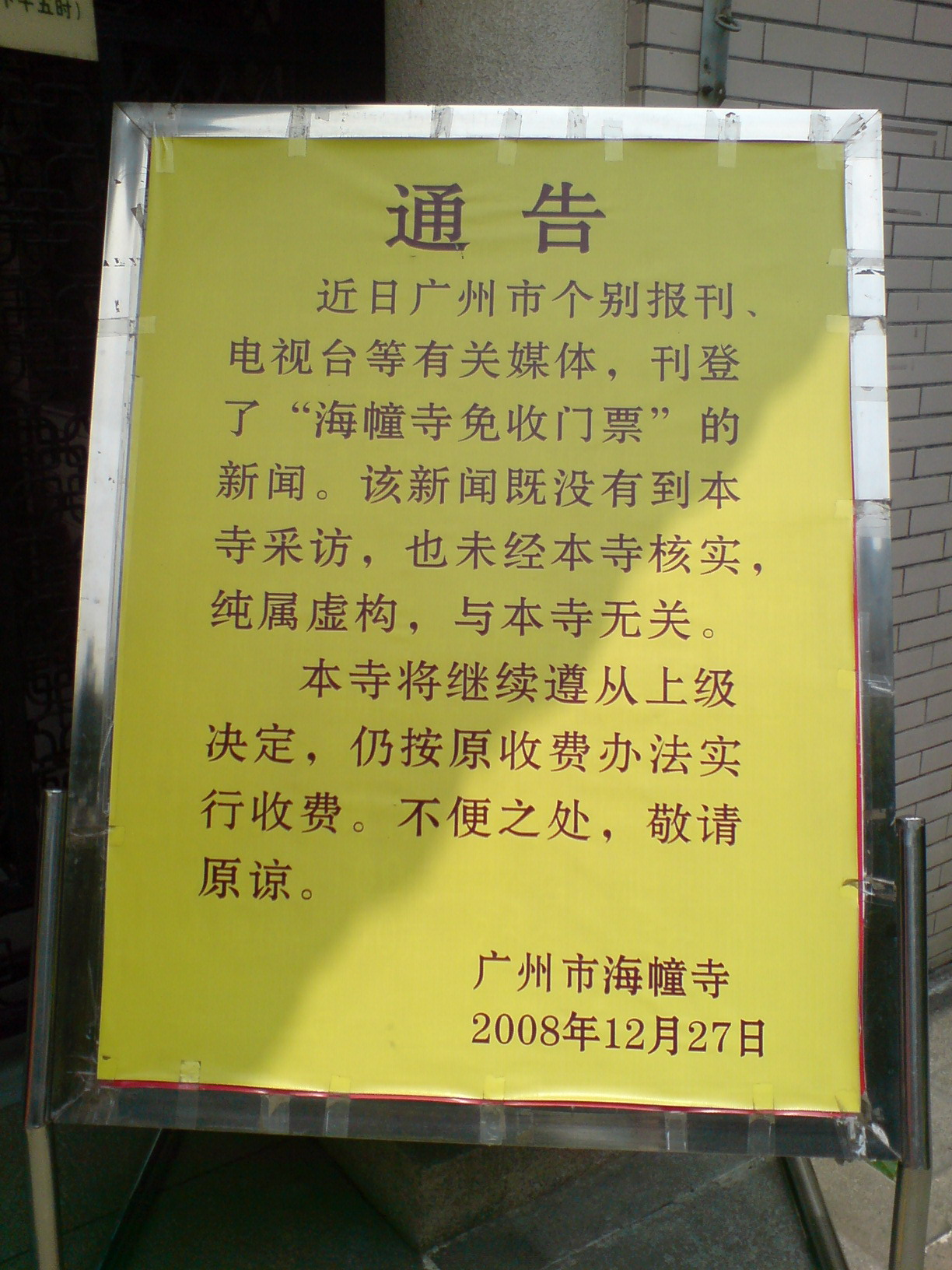
2008年底对免门票报道的澄清。

由于历史缘故，十年浩劫文革期間，海幢寺受到毁滅性破壞，被辟为公园，而当时海珠区人民政府与寺院议定以绿篱为界，划分海幢寺和公园，寺廟位於公园的西侧。此外，当时公园内还建有儿童游乐园、酒家等。然而寺内却没有鼓楼、山门、牌坊等建筑，形成了“寺不像寺，园不像园”的尴尬局面。2006年海幢寺得到海珠区政府的批准将寺交回海幢寺恢复寺院管理，并在2008年11月中旬起开始施工，重建寺门、牌坊和钟楼等建筑，并复名海幢寺，不再使用海幢公园这一地名。但同时《羊城晚报》、《信息时报》等媒体报道海幢寺因此而免门票，后海幢寺澄清并非免门票，而是记者误解海幢寺免门票只是针对持有合法证件、真正皈依佛门的人士。
目前寺廟已實施免費入場。

## 英文名稱及「幢」字發音
海幢寺的英文名稱在1949年前使用（即「河南寺」）或傳統的粤式郵政式拼音，現時翻译作。按《新華字典》，「幢」在普通話是多音字，發音有「一種刻有佛號或經咒的石柱」的意思，符合詞源「海幢比丘」的讀音。而發是量詞和形容詞，前者指房屋的棟數，譬如「一幢樓」，後者指愚昧無知。廣州經常有不少巴士公司在報「海幢公園」站時國粵雙語皆讀錯音，粵語錯讀成「童」，正確為「唐」音，而普通話錯讀成「撞」，正確應為「床」音。

## 公共交通
- 巴士：

海幢寺站（南華西路上停靠站點）：10、16、25、183、270（快綫55、夜37）、530、B21
停靠此站皆單向停靠西行，並左轉洪德路。
海幢碼頭站（濱江西路上停靠站點）：131（A,B 珠江一日游）、989
停靠此站西行的線路皆為行畢整條濱江西路。
- 渡轮：海幢码头